# 947 Cycle Challenge
Die 947 Cycle Challenge war ein Eintagesrennen für Frauen im südafrikanischen Johannesburg.
Das Rennen wurde im November 2015 erstmals ausgetragen und war das erste vom Weltradsportverband UCI zertifizierte Rennen für Frauen in Südafrika (UCI-Kategorie 1.1). Jährliches Austragungsdatum war der dritte Sonntag im November. Es war das letzte Rennen des Jahres für Frauen im Kalender der UCI und das einzige UCI-Rennen für Frauen in Afrika.
Erste Siegerin des Rennens war die Südafrikanerin Ashleigh Moolman-Pasio.
Das Frauenradrennen fand im Rahmen des Jedermannrennens 947 Cycle Challenge statt, das seit 1997 ausgerichtet wird und mit über 30.000 Teilnehmern als die weltweit zweitgrößte Radrennveranstaltung nach der Cape Town Cycle Tour in Kapstadt gilt.

## Palmarès
| - 2017: Ashleigh Moolman-Pasio - 2016: Charlotte Becker - 2015: Ashleigh Moolman-Pasio |